# Повитиця європейська
Повитиця європейська (перстенець, сплітачка, хмелинка; Cuscuta europaea) — однорічна безхлорофільна паразитна рослина родини повитицевих.

## Опис
Стебло ниткоподібне (до 1 мм завтовшки), витке, розгалужене, зеленаво-жовте до червонувато-жовтого, без листя і коріння (прикріплюється до інших рослин, з яких тягне поживні речовини, присосками — гаусторіями). Квітки дрібні, майже сидячі, правильні, двостатеві, п'ятичленні, зібрані в щільні головчасті суцвіття; віночок — з лійкоподібною трубочкою, рожевий або блідо-рожевий, лопаті його тупі, трохи коротші за трубочку. Плід — коробочка. Цвіте у червні — серпні.

## Поширення
Повитиця європейська росте по всій території України. Паразитує на багатьох культурних і дикорослих трав'янистих рослинах — на кропиві, хмелі, коноплях, конюшині, люцерні, виці, лаванді тощо, іноді — на кущах і молодих деревах.

## Сировина
Для виготовлення ліків використовують сушену траву повитиці (Herba Cuscutae europaea). Заготовляють під час цвітіння рослини. Сухої трави виходить 14—15 %. Рослина неофіцинальна.

## Хімічний склад
Трава повитиці містить глікозид кускутин, дубильні речовини (до 6 %), фітостерин, флавони, флобафени, лей-коантоціани, вуглеводи та інші речовини.

## Фармакологічні властивості і використання
Відвар трави повитиці вживають як пургативний, діуретичний, болетамувальний та як такий, що збуджує виділення шлункового соку, засіб. Як в'яжучий засіб його призначають при колітах. П'ють відвар і при деяких жіночих хворобах, зокрема при мізерних менструаціях. У тибетській медицині рослина відома своїми кровоспинними властивостями. Зовнішньо, у вигляді ванн, повитицю використовують при шкірних захворюваннях. У гомеопатії препарати повитиці дають пити при висипах на шкірі, грипі, жіночих хворобах та в інших випадках.